# Pegmatit
Pegmatit este denumirea rocilor magmatice cu o granulație mare (“coarse-grained facies of any type of igneous rock” ). Mărimea tipică a granulelor depășesc 1 cm grosime, în unele cazuri mărimea unor minerale depășind 1 m grosime.

### Caracteristici
Cele mai multe pegmatite sunt din punct de vedere structural granite având o compoziție mineralogică unde predomină cuarțul, feldspatul ortoclazul, microclin ca și minerale bogate în sodiu ca Plagioclaz și Mica ca Biotit, Muscovit, Lepidolit și Sienit. Pegmatitele alcătuiesc frecvent formațiuni lenticulare (cu dimensiuni între câțiva decimetri, până la câțiva zeci de metri), fiind roci de gangă, ce însoțesc metale sau pietre prețioase.

### Formare
Pegmatitele iau naștere prin cristalizarea și topirea unor unor elemente rare incompatibile ca plutoniu, litiu, thoriu sau uraniu care în mod normal nu aparțin structurii mineralogice frecvente, apărând substanțe lichide sau gaze cu punct de topire scăzut ca apa, fosfor, bor sau fluor. Aceste elemente determină la o temperatură de ca. 450 °C o solidificare prin răcire lentă, cu formare de cristale de minerale în masa sau periferia pegmatitelor granitice.

### Utilizare
Din pegmatite se extrag în munții Altai, Zimbabwe, Ontario și Namibia, minerale importante (topaz, turmalina), ca și elemente rare: beriliu, litiu, cesiu, bor, uraniu.